# Grotta Rossa Ovest
Grotta Rossa Ovest è la zona urbanistica 20E del Municipio Roma XV di Roma Capitale. Si estende sulle zone Z. LVI Grottarossa e Z. LIII Tomba di Nerone e sul suburbio S. I Tor di Quinto.

## Geografia fisica

### Territorio
La zona confina:
- a nord con le zone urbanistiche 20I Santa Cornelia e 20M Labaro
- a est con la zona urbanistica 20F Grotta Rossa Est
- a sud con la zona urbanistica 20C Tomba di Nerone
- a ovest con le zone urbanistiche 20A Tor di Quinto e 20D Farnesina